# Ivry-en-Montagne
Ivry-en-Montagne is een plaats en voormalige gemeente in het Franse departement Côte-d'Or in de regio Bourgogne-Franche-Comté en telt 186 inwoners (1999). De plaats maakt deel uit van het Beaune.

## Geschiedenis
Ivry-en-Montagne maakte deel uit van het kanton Nolay totdat het op 22 maart 2015 werd opgeheven en de gemeenten werden opgenomen in het kanton Arnay-le-Duc. Op 1 januari 2016 fuseerde de gemeente met de gemeente Jours-en-Vaux tot de commune nouvelle Val-Mont.

## Geografie
De oppervlakte van Ivry-en-Montagne bedraagt 10,8 km², de bevolkingsdichtheid is 17,2 inwoners per km².
De onderstaande kaart toont de ligging van Ivry-en-Montagne met de belangrijkste infrastructuur en aangrenzende gemeenten.

## Demografie
Onderstaande figuur toont het verloop van het inwonertal (bron: INSEE-tellingen).